# Nemoria erina
Nemoria erina är en fjärilsart som beskrevs av Paul Dognin 1896. Nemoria erina ingår i släktet Nemoria och familjen mätare. Inga underarter finns listade i Catalogue of Life.